# Astragalus demavendicola
Astragalus demavendicola es una especie de planta del género Astragalus, de la familia de las leguminosas, orden Fabales.

## Distribución
Astragalus demavendicola se distribuye por Irán.

## Taxonomía
Fue descrita científicamente por Bornm. & Gauba. Fue publicada en Repert. Spec. Nov. Regni Veg. 51: 47 (1942).